# شعب ذي نقى (ذي السفال)

تعديل مصدري - تعديل

شعب ذي نقى محلة تابعة لقرية نخول، التابعة لعزلة ذي الحود ومعاين بمديرية ذي السفال إحدى مديريات محافظة إب في الجمهورية اليمنية، بلغ تعداد سكانها 41 حسب تعداد اليمن لعام 2004.